# パソコンショップ
パソコンショップは、パーソナルコンピュータ（パソコン）を主な取扱商品とする小売業の店舗である。
NEC PC-9801の登場によってパーソナルコンピュータ（パソコン）という言葉が日本国内に広まる以前の1980年代初頭までは、マイクロコンピュータ（マイコン）を扱うことからマイコンショップと呼ぶのが一般的であった。

## パソコンショップの種類
パソコンショップには、大別して以下のような種類がある。「その他」に分類されるものを除くと後述のものほど最近になってからの参入であり、電子部品・無線系は1970年代、家電量販系は1990年代後半以降の参入が多い。
電子部品・無線系
電子部品やアマチュア無線などを扱っていた業者がパソコンも扱うようになったもの。
メーカー系
パソコンのメーカーが自社または子会社・関連会社を通じてパソコンを扱うもの。自社製品を中心に扱ったり、自社製品の専門コーナーを設ける店舗も多い。
カメラ系
カメラ専門店がパソコンの取り扱いを行うようになったもの。
家電量販系
一般家電製品を扱っていた量販店がパソコンの取り扱いを行うようになったもの。一部量販店にはパソコンに特化した店舗も存在している。
扱うのはメーカー製の完成品が主流であり、自作用のパーツはほとんど扱われていない。
その他
当初からパソコンの取り扱いを目的として設立された企業、パソコンの流通を扱っていた物流業者が参入したもの、パソコンを趣味にしていた個人が設立したもの、など。

## 主な取扱商品
- パソコン本体（メーカー製、ショップブランドなど）
- パソコン周辺機器
- 自作用のパーツ、組み立て用の工具
- サプライ品
  - 記録メディア
  - ケーブル
  - 清掃用品
- ソフトウェア
  - オペレーティングシステム（Windows、macOSなど）
  - オフィススイート、パソコンゲーム、アダルトゲームなど
- パソコン雑誌、書籍
- パソコンデスク、チェアなど
- 携帯電話・スマートフォンの機種変更やアクセサリを取り扱う店舗もある。

## パソコンショップチェーン
パソコンショップの中には、県庁所在地を中心に店舗網を張り巡らし、チェーンストア化した店や、自社の通信販売に対応する店舗も存在する。

### 現存するチェーン
- ソフマップ（現在はビックカメラ傘下）
- ZOA
- アプライド
- 九十九電機（現在はヤマダ電機傘下のProject Whiteが運営）
- ドスパラ（運営会社はサードウェーブ）
- じゃんぱら（運営会社はサードウェーブエクスチェンジ）
- パソコン工房（運営会社はユニットコム）
- グッドウィル（運営会社はユニットコム）
- PC DEPOT（運営会社はピーシーデポコーポレーション）
- ショップインバース（運営会社はインバースネット）
- 大西ジム（運営会社は大西事務）

### 店舗網展開を取りやめたチェーン
- OAシステムプラザ（運営会社はオーエー・システム・プラザ）
- TWO TOP（運営会社はユニットコム。パソコン工房もしくはBUY MOREブランドに移管）
- Faith（運営会社はユニットコム。パソコン工房もしくはBUY MOREブランドに移管）
- BUY MORE（運営会社はユニットコム。現在は秋葉原に1店舗のみでの展開）
- KOUZIRO（ヤマダ電機に吸収合併）
- ゼロワンショップ（運営会社はキヤノン販売（現キヤノンマーケティングジャパン））

### 法人格が消滅したチェーン
- スタンバイ
- 日本インコム
- T-ZONE（以前は主要都市に店舗網があったが、最終的に秋葉原のみになり、現在は閉店した。）
- メディアバレー（運営会社は株式会社ダイエー・メディア・ソリューションズ。ダイエーグループの再編により消滅）
- パソコンのイシダ - 北海道内で大手チェーンとして展開していた。発祥地は釧路市（堀川町地区）。Windows 95発売直前に倒産している。